# Janez Zajec (naravoslovec)
Janez Zajec, slovenski naravoslovec in prevajalec, * 15. december 1842, Žimarice, †  14. julij 1872, Gradec. 

## Življenje in delo
Po končani gimnaziji, ki jo je obiskoval v Novem mestu (1857–64) je v Gradcu študiral naravoslovje, bil suplent na klasični gimnaziji v Ljubljani (1868/69) in na gimnaziji v Kranju (1869), profesor na gimnaziji v Vinkovcih (Hrvaška, 1869/70) in Novem mestu (1870–72). Poučeval je prirodopis, matematiko, fiziko in slovenščino. V Novem mestu se mu je tuberkuloza stopnjevala, zadnje šolsko leto ni več učil, iskal zdravje v bolnišnicah, nazadnje v graški, kjer je tudi umrl.
Za Markom Vincencem Lipoldom je Zajec verjetno drugi slovenski šolani geolog. V Novicah je objavil geološki opis gornje Selške doline (1868): Geologičen izhod (ponatis: Loški razgledi 1985). Članek dokazuje, da je Zajec dobro obvladal tedanje geološko znanje. Neizkušenost ga je zavedla, da je prehitro opredelil starost plasti, kot jo je poznal iz študija, ne da bi zanjo našel fosilne ostanke; vrednost njegovih opažanj je predvsem zgodovinska.
Prevedel je 3. snopič poljudno-znanstvene knjige Friedricha Schödlerja: Mineralogija in geognozija (1871); Mineralogijo naj bi sicer prevedel Fran Erjavec, a je odklonil in tudi za ta del svetoval Zajca. Na nekaterih mestih je Zajec izvirnik dopolnil z opisi pojavov na slovenskem ozemlju (npr. o premogovih tvorbah, triasu v Alpah, terciarnih tvorbah). Terminološko se je naslonil na Erjavčevo priredbo Rudninoslovja ali mineralogija za niže gimnazije in realke (COBISS) Sigmunda Fellöckerja, a uvedel tudi nekaj novih ali že udomačenih izrazov. Na koncu knjige je dodal slovensko-nemški slovarček terminov s tega področja. 